# The Girl on the Train (2016)
The Girl on the Train is een Amerikaanse film uit 2016, geregisseerd door Tate Taylor, gebaseerd op het gelijknamig boek van Paula Hawkins uit 2015.

## Verhaal
Rachel Watson, een gescheiden vrouw die depressief en aan de drank is, rijdt elke dag met de trein naar New York en terug. Vanuit de trein observeert ze het huis naast dat van haar ex-man Tom en zijn nieuwe partner Anna, waar de in haar ogen gelukkige Megan en Scott Hipwell wonen. Op een dag wordt Megan vermist. Rachel wordt ondervraagd door de politie omdat ze die dag in de buurt van het huis is gezien. Ze raakt vervolgens betrokken in een reeks gebeurtenissen die gevolgen hebben voor haar en iedereen die ze kent.

## Rolverdeling
| Acteur           | Personage         |
| ---------------- | ----------------- |
| Emily Blunt      | Rachel Watson     |
| Haley Bennett    | Megan Hipwell     |
| Rebecca Ferguson | Anna Watson       |
| Justin Theroux   | Tom Watson        |
| Luke Evans       | Scott Hipwell     |
| Édgar Ramírez    | Dr. Kamal Abdic   |
| Laura Prepon     | Cathy             |
| Allison Janney   | Rechercheur Riley |
| Lisa Kudrow      | Martha            |